# Mâna invizibilă
Mâna invizibilă este un concept economic și de filozofie socială introdus de Adam Smith. 
Metafora ilustrează cum, prin urmarea propriului interes, indivizii stimulează indirect economia. Smith consideră că, în cazul societăților capitaliste, urmărirea propriului bine contribuie la binele societății. În cadrul mecanismului pieței, guvernat de acest principiu, acțiunile cele mai eficiente și benefice vor fi și cele mai profitabile.
Adam Smith introduce termenul in Cartea IV din Avuția națiunilor, în cadrul discuției despre comerțul indigen și comerțul străin. Fiecare individ își va investi capitalul cât mai aproape de casă, “pe cât posibil, în sprijinul activității economice interne” (A. Smith, "Avuția națiunilor"). Indivizii nu vor apela la comerțul străin, decât dacă avantajele acestuia le depășesc cu mult pe cele ale comerțului indigen.
“Atunci când preferă să sprijine activitatea indigenă, iar nu pe cea străină, el urmărește numai propria lui siguranță; iar îndrumând acea activitate în așa fel încât să producă cea mai mare valoare posibilă, el este condus de o mână invizibilă ca să promoveze un scop ce nu face parte din intenția lui. Urmărindu-și interesul, el adeseori promovează  interesul societății mai eficient decât atunci când încearcă să-l promoveze.” (A. Smith, "Avuția Națiunilor").
La Smith, conceptul de mână invizibilă este doar la nivel de înclinație naturală. El va deveni apoi un mecanism social la economiștii ce i-au urmat lui Smith (V. Pareto).
Conceptul parțial metafizic de "mână invizibilă" introdus în secolul al XVIII-lea de Smith își găsește completarea modernă într-un concept similar introdus de economiștii secolului al XX-lea, anume "piciorul invizibil." Acesta din urmă (piciorul invizibil) servește metaforic la explicarea mecanismelor care fac ca piața să fie un prost sistem de alocare a resurselor în orice economie în care externalitățile sunt posibile.